# جيمس براون (سياسي كندي)
جيمس براون هو فلاح وسياسي كندي، ولد في 6 سبتمبر 1790 بدندي في المملكة المتحدة، وتوفي في 18 أبريل 1870. انتخب عضو الجمعية التشريعية لنيو برونزويك ‏ عن دائرة Charlotte County, New Brunswick ‏ (1857 – 1861) وانتخب عضو الجمعية التشريعية لنيو برونزويك ‏ عن دائرة Charlotte County, New Brunswick ‏ (1854 – 1856) وانتخب عضو الجمعية التشريعية لنيو برونزويك ‏ عن دائرة Charlotte County, New Brunswick ‏ (1830 – 1850).